# Schering-Plough
Die Schering-Plough Corporation war ein global agierendes Pharmaunternehmen aus den Vereinigten Staaten mit Firmensitz in Kenilworth, New Jersey. Das Unternehmen war im Aktienindex S&P 500 gelistet. Schering-Plough entstand 1971 durch Fusion der Schering Corporation und der Plough Inc. Die Schering Corporation war 1941 aus der US-Niederlassung der Schering AG nach Enteignung durch die US-Regierung hervorgegangen. Der Schering-Besitz befand sich bis 1952 unter Regierungsverwaltung und wurde danach privatisiert. Die deutsche Schering AG verlor so auch die Rechte am eigenen Namen in Nordamerika. Das Unternehmen wurde am 3. November 2009 von MSD Sharp & Dohme / Merck & Co., Inc. für 41 Milliarden US-Dollar übernommen.
Im Jahr 2008 beschäftigte das Unternehmen über 55.000 Mitarbeiter.

## Schering-Plough in deutschsprachigen Ländern
In Deutschland war Schering-Plough durch die Tochtergesellschaften Essex Pharma GmbH und essex tierarznei vertreten, beide mit Sitz in München-Neuperlach. Essex Pharma entstand 1983 durch Übernahme der Byk-essex, einem Joint Venture der Schering Corporation und Byk Gulden. essex tierarznei entstand 1991 aus der Abspaltung des Veterinärgeschäfts von Byk Gulden.
Essex Pharma beschäftigte rund 1.000 Mitarbeiter allein in Deutschland.
Den Namen „Essex Pharma“ trug die Schering-Plough Corporation im deutschen Sprachraum, um Verwechslungen mit der Bayer Schering AG auszuschließen, mit der es zwar gemeinsame Wurzeln, aber keinerlei Verbindung mehr gab.
Die österreichische Tochter war die AESCA Pharma Ges.m.b.H. in Traiskirchen, die Schweizer Tochter ist die Essex Chemie AG in Luzern.
Beide Tochterunternehmen firmieren mittlerweile ebenfalls unter der Marke MSD.

## Medikamente / Indikationsbereiche
Essex Pharma vertrieb sowohl verschreibungspflichtige Medikamente, freiverkäufliche Gesundheitsprodukte als auch Tierarzneimittel. Schwerpunkte lagen vor allem im Bereich lebensbedrohlicher und chronischer Erkrankungen, und zwar in den Bereichen Allergologie, Dermatologie, Pulmologie, Behandlung von Herz-Kreislauf- / Stoffwechselerkrankungen, Infektiologie, Onkologie, Immunologie / Rheumatologie, Hepatologie und Therapie von Opioidabhängigkeit.
Indikationsbereiche waren u. a.: Allergie, Asthma, Hepatitis, Heuschnupfen, Krebs, Morbus Crohn, Mykose, Psoriasis und Rheuma (Rheumatoide Arthritis). Durch den Kauf des Pharmaunternehmen Organon 2008 kamen folgende Therapiebereiche dazu: Kontrazeption (Empfängnisverhütung), Hormonersatztherapie (HRT), Fertilität (Fruchtbarkeit), Zentralnervensystem und Anästhesie.
Wichtigste Produkte in Deutschland waren: Aerius (Desloratadin), Asmanex (Mometason), Caelyx (pegyliertes liposomales Doxorubicin), Cerazette (Desogestrel), Ecural (Mometason), Esmeron (Rocuroniumbromid), Ethyol (Amifostin), Ezetrol (Ezetimib), Implanon (Etonogestrel-Implantat), Inegy (Ezetimib und Simvastatin), IntronA (Interferon alfa-2b), Keimax (Ceftibuten), Liviella (Tibolon), Lovelle (Desogestrel / Ethinylestradiol), Marvelon (Desogestrel / Ethinylestradiol), Nasonex (Mometason), Noxafil (Posaconazol), NuvaRing (Etonogestrel / Ethinylestradiol), Ovestin (Estriol), PegIntron (pegyliertes Interferon alfa-2b), Puregon (Follitropin beta), Rebetol, Remergil (Mirtazapin), Remicade (Infliximab), Suboxone (Buprenorphin mit Naloxon), Subutex (Buprenorphin) und Temodal (Temozolomid).
Mit den Humanarzneimitteln erwirtschaftete „Essex Pharma“ 2007 einen Umsatz von fast 300 Millionen Euro.

## Sonstiges
Am 12. März 2007 wurde der Verkauf des niederländischen Unternehmens Organon an Schering-Plough vereinbart und im Jahr 2008 komplett vollzogen.
Die Merck & Co., Inc. informierte am 9. März 2009 über die geplante Übernahme des Pharmaunternehmens Schering-Plough für 41 Milliarden US-Dollar, die Fusion wurde am 3. November 2009 abgeschlossen.